# Katie-Rae Ebzery
Katie Rae Ebzery (8 de janeiro de 1990) é uma basquetebolista profissional australiana.

## Carreira
Katie Rae Ebzery integrou a Seleção Australiana de Basquetebol Feminino, na Rio 2016, terminando na quinta posição.